# Bernd Drogan
Bernd Drogan (nascido em 26 de outubro de 1955, em Bohsdorf) é um ex-ciclista alemão, que era ativo entre 1971 e 1987. Ele não estreou como profissional no ciclismo de estrada.